# Maytenus macrocarpa
Maytenus macrocarpa är en benvedsväxtart som först beskrevs av Ruiz och Pav., och fick sitt nu gällande namn av John Isaac Briquet. Maytenus macrocarpa ingår i släktet Maytenus och familjen Celastraceae. Inga underarter finns listade.